# Gad Weil
Gad Weil est un artiste et entrepreneur français né en 1960, spécialisé dans l’organisation et la production de grands événements de rue.

## Biographie
Fils de rabbin, professeur d’université et directeur de recherche au CNRS, Gad Weil fait sa formation au début des années 1980 aux côtés de Jack Lang dans le cadre du Festival mondial du théâtre universitaire de Nancy. Il se fait connaître en 1990 en organisant la « Grande Moisson des Champs-Élysées » pour le compte du Centre national des jeunes agriculteurs, où l’avenue parisienne est transformée en champ de blé, puis d’autres évènements publics : déambulation de quatre géants de vingt mètres de haut à l’occasion de l’ouverture de la Coupe du monde de football de 1998, un pique-nique avec plusieurs millions de Français sur la Méridienne verte le 14 juillet 2000, l’installation de trente-et-une locomotives et voitures, à nouveau sur les  Champs-Élysées en 2003 (opération « Train Capitale »),  8 000 parcelles agricoles et forestières sur trois hectares, toujours sur les Champs-Élysées, en mai 2010 (avec Laurence Médioni),, ou un autre champ de blé place Vendôme en 2016. Il est aussi nommé directeur artistique du carnaval de Nice en 1997.
Il dirige WM Événements avec sa gérante Nathalie Morlot, puis crée La Phratrie en 2021.
En 2018, il devient président du Mouvement juif libéral de France (MJLF), puis co-préside Judaïsme en mouvement, association issue du rapprochement entre le MJLF et l’Union libérale israélite de France en 2019,.